# AFC Cup 2014
Der AFC Cup 2014 war die 11. Spielzeit des zweitwichtigsten asiatischen Wettbewerbs für Vereinsmannschaften im Fußball. Am Wettbewerb nahmen 34 Klubs aus 19 Landesverbänden teil.
Die Saison begann mit einer Qualifikationsrunde am 2. Februar und wurde mit dem Finale am 18. Oktober 2014 im al-Shabab Stadion in Dubai, der Hauptstadt der Vereinigten Arabischen Emirate, beendet. al Qadsia Kuwait gewann den Wettbewerb durch ein 4:2 im Elfmeterschießen gegen Erbil SC, nachdem es nach 90 und 120 Minuten 0:0 unentschieden gestanden hatte. Titelverteidiger al Kuwait SC war im Viertelfinale gegen Persipura Jayapura ausgeschieden.

## Qualifikation

### Teilnahmeberechtigte Länder
Die AFC legte die teilnahmeberechtigten Verbandsmitgliedern am 26. November 2013 fest.
Gegenüber dem AFC Cup 2013 konnten die Mitglieder folgende Wechsel beantragen:
- Ein Verband, welcher im AFC Cup spielte, durfte sich für die AFC Champions League 2014 bewerben. Verbände, welche die Champions-League-Kriterien nur teilweise erfüllten, dürfen sowohl am AFC Cup als auch an der Champions League teilnehmen.
- Ein Verband, welcher am President’s Cup teilnahm, durfte sich für den AFC Cup bewerben.

Jeder Verband darf zwei Mannschaften entsenden.
- Der Meister ist direkt für die Gruppenphase gesetzt.
- Der Pokalsieger oder der Zweite der Liga startet in der Gruppenphase oder der Qualifikation abhängig von der Einstufung der AFC.

| Startplätze für die AFC Cup 2014 | Startplätze für die AFC Cup 2014                        |
| -------------------------------- | ------------------------------------------------------- |
|                                  | Rang innerhalb der Top 23, erhält 2 direkte Startplätze |
|                                  | Rang zwischen 24 und 34, erhält 2 direkte Startplätze   |
|                                  | Rang zwischen 24 und 34, erhält einen Playoff-Platz     |

| Rang   | Verbands- mitglied | Startplätze  | Startplätze |
| Rang   | Verbands- mitglied | Gruppenphase | Play-off    |
| ------ | ------------------ | ------------ | ----------- |
| 10     | Jordanien          | 2            | 0           |
| 11     | Kuwait             | 2            | 0           |
| 13     | Irak               | 2            | 0           |
| 14     | Syrien             | 2            | 0           |
| 15     | Oman               | 2            | 0           |
| 16     | Bahrain            | 2            | 0           |
| 18     | Libanon            | 2            | 0           |
| 26     | Tadschikistan      | 0            | 1           |
| 31     | Palästina          | 0            | 1           |
| 32     | Kirgisistan        | 0            | 1           |
| 33     | Jemen              | 0            | 1           |
| Gesamt | Gesamt             | 14           | 4           |

| Rang   | Verbands- mitglied | Startplätze  | Startplätze |
| Rang   | Verbands- mitglied | Gruppenphase | Play-off    |
| ------ | ------------------ | ------------ | ----------- |
| 17     | Vietnam            | 2            | 0           |
| 19     | Hongkong           | 2            | 0           |
| 20     | Indonesien         | 2            | 0           |
| 21     | Singapur           | 2            | 0           |
| 22     | Malaysia           | 2            | 0           |
| 23     | Indien             | 2            | 0           |
| 25     | Malediven          | 2            | 0           |
| 27     | Myanmar            | 2            | 0           |
| Gesamt | Gesamt             | 16           | 0           |

## Qualifizierte Mannschaften
Folgende Mannschaften haben sich qualifiziert:
| Mannschaft                                             | Qualifiziert über                                      |
| direkt qualifiziert für die Gruppenphase (Gruppen A–D) | direkt qualifiziert für die Gruppenphase (Gruppen A–D) |
| ------------------------------------------------------ | ------------------------------------------------------ |
| al-Hidd                                                | Dritter Bahraini Premier League 2012/13                |
| al-Riffa                                               | Vierter Bahraini Premier League 2012/13                |
| al-Shorta                                              | Meister Iraqi Super League 2012/13                     |
| Arbil                                                  | Zweiter Iraqi Super League 2012/13                     |
| Shabab al-Ordon                                        | Meister Jordanische 1. Liga 2012/13                    |
| That Ras                                               | Gewinner Jordan FA Cup 2012/13                         |
| al-Qadsia                                              | Meister Kuwaiti Premier League 2012/13                 |
| al-Kuwait                                              | Gewinner Kuwait Emir Cup 2013                          |
| al-Safa                                                | Meister Libanesische Premier League 2012/13            |
| Nejmeh                                                 | Zweiter Libanesische Premier League 2012/13            |
| Al-Suwaiq                                              | Meister Omani League 2012/13                           |
| Fanja                                                  | Zweiter Omani League 2012/13                           |
| al-Dschaisch                                           | Meister Syrische Profiliga 2013                        |
| al-Wahda                                               | Gewinner Syrischer Pokal 2013                          |
| Teilnehmer Qualifikationsrunde                         |                                                        |
| Alai Osch                                              | Meister Top Liga 2013                                  |
| Shabab al-Dhahiriya                                    | Meister West Bank Premier League 2012/13               |
| Ravshan Kulob                                          | Meister Wysschaja Liga 2013                            |
| al-Yarmuk al-Rawda                                     | Meister Yemeni League 2012/13                          |

| Mannschaft                                             | Qualifiziert über                                      |
| direkt qualifiziert für die Gruppenphase (Gruppen E–H) | direkt qualifiziert für die Gruppenphase (Gruppen E–H) |
| ------------------------------------------------------ | ------------------------------------------------------ |
| South China                                            | Meister Hong Kong First Division League 2012/13        |
| Kitchee                                                | Gewinner Hong Kong Season Play-offs 2012/13            |
| Churchill Brothers                                     | Meister I-League 2012/13                               |
| Pune                                                   | Zweiter I-League 2012/13                               |
| Persipura Jayapura                                     | Meister Indonesia Super League 2013                    |
| Arema Malang                                           | Zweiter Indonesia Super League 2013                    |
| Selangor                                               | Meister Malaysia Super League 2013                     |
| Kelantan                                               | Gewinner Malaysia FA Cup 2013                          |
| New Radiant                                            | Meister Dhivehi League 2013                            |
| Maziya                                                 | Zweiter Dhivehi League 2013                            |
| Yangon United                                          | Meister Myanmar National League 2013                   |
| Nay Pyi Taw                                            | Zweiter Myanmar National League 2013                   |
| Tampines Rovers                                        | Meister S. League 2013                                 |
| Home United                                            | Gewinner Singapore Cup 2013                            |
| Hà Nội T&T                                             | Meister V-League 2013                                  |
| Vissai Ninh Binh                                       | Gewinner Vietnamese National Cup 2013                  |

## Modus

### Gruppenphase
In der Gruppenphase spielten 32 Mannschaften in acht Gruppen mit jeweils vier Teams im Ligamodus (Hin- und Rückspiel) nach der Drei-Punkte-Regel. Dabei wurden die Mannschaften nach geographischen Gesichtspunkten aufgeteilt: In den Gruppen A bis E spielten Teams aus West- und Zentralasien, in den Gruppen F bis H traten Mannschaften aus Ost- und Südostasien an. Die beiden Gruppenersten qualifizierten sich für die Finalrunde der letzten 16.

### Finalrunde
Das Achtelfinale wurde ausgelost und in nur einem Spiel entschieden. Ab dem Viertelfinale wurde im K.-o.-System mit Hin- und Rückspiel der Turniersieger ausgespielt, wobei die Auswärtstorregel galt. Sollte auch im Rückspiel und/oder Endspiel nach regulärer Spielzeit und Verlängerung kein Sieger feststehen, wurde der Sieger im Elfmeterschießen ermittelt.
Das Finale wurde in nur einem Spiel ausgetragen. Austragungsort war das Heimstadion eines der beiden Finalisten.

## Spieltage
Die Spiele werden an folgenden Terminen ausgetragen. Die Auslosung der Qualifikations-, Gruppen- und Achtelfinalspiele fand am 6. Dezember 2012 in Kuala Lumpur statt.
- Qualifikationsspiele: 2. Februar
- Gruppenphase: 25./26. Februar, 11./12. März, 18./19. März, 1./2. April, 8./9. April, 22. April/23. April
- Achtelfinale: 13./14. Mai
- Viertelfinale: 19. und 26. August
- Halbfinale: 16. und 30. September
- Finale: 18. Oktober

## Qualifikationsrunde
Die Auslosung der Qualifikationsspiele fand am 10. Dezember 2013 statt.
|                     | Ergebnis              |                    |
| ------------------- | --------------------- | ------------------ |
| Ravshan Kulob       | 2:1                   | al-Yarmuk al-Rawda |
| Shabab al-Dhahiriya | 1:1 n. V. (7:8 i. E.) | Alai Osch          |

## Gruppenphase
Die Gruppenphase wurde ebenfalls am 10. Dezember 2013 ausgelost. Die 32 Mannschaften wurden in acht Gruppen mit je vier Teilnehmern gelost. Teams aus demselben Land konnten nicht in dieselbe Gruppe gelost werden. Jeder spielt gegen jeden ein Hin- und ein Rückspiel. Die beiden besten Mannschaften jeder Gruppe erreichen das Achtelfinale.
Die Tabellen werden nach folgenden Regeln erstellt:
1. Anzahl Punkte (Sieg 3 Punkte, Unentschieden ein Punkt, Niederlage 0 Punkte)
2. Tordifferenz aus Direktbegegnungen
3. Anzahl erzielte Treffer in Direktbegegnung
4. Tordifferenz in allen Begegnungen der Gruppe
5. Anzahl erzielte Treffer in allen Begegnungen der Gruppe
6. Elfmeterschießen der betreffenden Teams (nur im Anschluss an die Direktbegegnung am Ende der Gruppenphase)
7. tieferer Fairplay-Wert (ein Punkt für jede gelbe Karte, 3 Punkte für jede rote Karte, 3 Punkte für jede rot-gelbe Karte, 4 Punkte für jede gelbe Karte in deren Anschluss direkt eine rote Karte gezeigt wird)
8. Los-Entscheid

### Gruppe A
| Pl. | Verein        | Sp. | S | U | N | Tore    | Diff. | Punkte |
| --- | ------------- | --- | - | - | - | ------- | ----- | ------ |
| 1.  | al-Safa       | 6   | 5 | 1 | 0 | 013:100 | +12   | 16     |
| 2.  | That Ras      | 6   | 3 | 2 | 1 | 009:400 | +5    | 11     |
| 3.  | Al-Suwaiq     | 6   | 2 | 1 | 3 | 008:400 | +4    | 07     |
| 4.  | Ravshan Kulob | 6   | 0 | 0 | 6 | 005:260 | −21   | 0      |

|               | Al-Suwaiq | Ravshan Kulob | al-Safa | That Ras |
| ------------- | --------- | ------------- | ------- | -------- |
| Al-Suwaiq     |           | 3:1           | 0:1     | 0:0      |
| Ravshan Kulob | 0:5       |               | 1:2     | 2:3      |
| al-Safa       | 1:0       | 8:0           |         | 1:0      |
| That Ras      | 1:0       | 5:1           | 0:0     |          |

### Gruppe B
| Pl. | Verein       | Sp. | S | U | N | Tore    | Diff. | Punkte |
| --- | ------------ | --- | - | - | - | ------- | ----- | ------ |
| 1.  | al-Kuwait    | 6   | 4 | 1 | 1 | 012:400 | +8    | 13     |
| 2.  | Nejmeh       | 6   | 2 | 3 | 1 | 004:300 | +1    | 09     |
| 3.  | Fanja        | 6   | 1 | 3 | 2 | 002:600 | −4    | 06     |
| 4.  | al-Dschaisch | 6   | 0 | 3 | 3 | 000:500 | −5    | 03     |

|              | al-Dschaisch | al-Kuwait | Nejmeh | Fanja |
| ------------ | ------------ | --------- | ------ | ----- |
| al-Dschaisch |              | 0:2       | 0:1    | 0:0   |
| al-Kuwait    | 2:0          |           | 2:1    | 4:0   |
| Nejmeh       | 0:0          | 1:1       |        | 1:0   |
| Fanja        | 0:0          | 2:1       | 0:0    |       |

### Gruppe C
| Pl. | Verein    | Sp. | S | U | N | Tore    | Diff. | Punkte |
| --- | --------- | --- | - | - | - | ------- | ----- | ------ |
| 1.  | al-Qadsia | 6   | 3 | 2 | 1 | 011:500 | +6    | 11     |
| 2.  | al-Hidd   | 6   | 3 | 2 | 1 | 010:600 | +4    | 11     |
| 3.  | al-Shorta | 6   | 1 | 4 | 1 | 003:400 | −1    | 07     |
| 4.  | al-Wahda  | 6   | 0 | 2 | 4 | 005:140 | −9    | 02     |

|           | al-Hidd |     | al-Shorta |     |
| --------- | ------- | --- | --------- | --- |
| al-Hidd   |         | 3:2 | 0:0       | 3:1 |
| al-Qadsia | 2:0     |     | 3:0       | 1:1 |
| al-Shorta | 0:0     | 0:0 |           | 0:0 |
| al-Wahda  | 1:4     | 1:3 | 1:3       |     |

### Gruppe D
| Pl. | Verein          | Sp. | S | U | N | Tore    | Diff. | Punkte |
| --- | --------------- | --- | - | - | - | ------- | ----- | ------ |
| 1.  | Arbil           | 6   | 5 | 0 | 1 | 019:500 | +14   | 15     |
| 2.  | al-Riffa        | 6   | 3 | 1 | 2 | 007:700 | ±0    | 10     |
| 3.  | Shabab al-Ordon | 6   | 3 | 0 | 3 | 009:100 | −1    | 09     |
| 4.  | Alai Osch       | 6   | 0 | 1 | 5 | 001:140 | −13   | 01     |

|                 | Alai Osch | Arbil |     | al-Ordon |
| --------------- | --------- | ----- | --- | -------- |
| Alai Osch       |           | 0:3   | 0:0 | 0:1      |
| Arbil           | 6:0       |       | 1:2 | 3:2      |
| al-Riffa        | 2:0       | 0:3   |     | 2:0      |
| Shabab al-Ordon | 2:1       | 1:3   | 3:1 |          |

### Gruppe E
| Pl. | Verein             | Sp. | S | U | N | Tore    | Diff. | Punkte |
| --- | ------------------ | --- | - | - | - | ------- | ----- | ------ |
| 1.  | Persipura Jayapura | 6   | 3 | 2 | 1 | 009:400 | +5    | 11     |
| 2.  | Churchill Brothers | 6   | 3 | 1 | 2 | 010:700 | +3    | 10     |
| 3.  | Home United        | 6   | 3 | 1 | 2 | 008:600 | +2    | 10     |
| 4.  | New Radiant        | 6   | 1 | 0 | 5 | 002:120 | −10   | 03     |

|                    | Churchill Brothers |     |     | Persipura Jayapura |
| ------------------ | ------------------ | --- | --- | ------------------ |
| Churchill Brothers |                    | 3:1 | 3:0 | 1:1                |
| Home United        | 2:1                |     | 2:0 | 1:1                |
| New Radiant        | 1:2                | 1:0 |     | 0:2                |
| Persipura Jayapura | 2:0                | 0:2 | 3:0 |                    |

### Gruppe F
| Pl. | Verein       | Sp. | S | U | N | Tore    | Diff. | Punkte |
| --- | ------------ | --- | - | - | - | ------- | ----- | ------ |
| 1.  | Hà Nội T&T   | 6   | 5 | 0 | 1 | 014:700 | +7    | 15     |
| 2.  | Arema Malang | 6   | 3 | 1 | 2 | 010:900 | +1    | 10     |
| 3.  | Selangor     | 6   | 2 | 2 | 2 | 009:600 | +3    | 08     |
| 4.  | Maziya       | 6   | 0 | 1 | 5 | 007:180 | −11   | 01     |

|              |     | Hà Nội T&T | Maziya | Selangor |
| ------------ | --- | ---------- | ------ | -------- |
| Arema Malang |     | 1:3        | 3:2    | 1:0      |
| Hà Nội T&T   | 2:1 |            | 5:1    | 1:0      |
| Maziya       | 1:3 | 1:2        |        | 1:1      |
| Selangor     | 1:1 | 3:1        | 4:1    |          |

### Gruppe G
| Pl. | Verein           | Sp. | S | U | N | Tore    | Diff. | Punkte |
| --- | ---------------- | --- | - | - | - | ------- | ----- | ------ |
| 1.  | Vissai Ninh Binh | 6   | 5 | 1 | 0 | 018:700 | +11   | 16     |
| 2.  | Yangon United    | 6   | 3 | 0 | 3 | 016:170 | −1    | 09     |
| 3.  | South China      | 6   | 2 | 1 | 3 | 011:110 | ±0    | 07     |
| 4.  | Kelantan         | 6   | 1 | 0 | 5 | 009:190 | −10   | 03     |

|                  |     | South China | Vissai Ninh Binh | Yangon United |
| ---------------- | --- | ----------- | ---------------- | ------------- |
| Kelantan         |     | 2:0         | 2:3              | 2:3           |
| South China      | 4:0 |             | 1:3              | 5:3           |
| Vissai Ninh Binh | 4:0 | 1:1         |                  | 3:2           |
| Yangon United    | 5:3 | 2:0         | 1:4              |               |

### Gruppe H
| Pl. | Verein          | Sp. | S | U | N | Tore    | Diff. | Punkte |
| --- | --------------- | --- | - | - | - | ------- | ----- | ------ |
| 1.  | Kitchee         | 6   | 4 | 1 | 1 | 015:500 | +10   | 13     |
| 2.  | Nay Pyi Taw     | 6   | 2 | 2 | 2 | 010:100 | ±0    | 08     |
| 3.  | Tampines Rovers | 6   | 2 | 0 | 4 | 009:160 | −7    | 06     |
| 4.  | Pune            | 6   | 1 | 3 | 2 | 012:150 | −3    | 06     |

|                 | Kitchee | Nay Pyi Taw |     |     |
| --------------- | ------- | ----------- | --- | --- |
| Kitchee         |         | 2:0         | 2:2 | 4:0 |
| Nay Pyi Taw     | 1:2     |             | 3:3 | 3:1 |
| Pune            | 2:0     | 2:2         |     | 2:5 |
| Tampines Rovers | 0:5     | 0:1         | 3:1 |     |

## Finalrunde

### Achtelfinale
Die Begegnungen finden am 13. und 14. Mai statt, Rückspiele gibt es im Achtelfinale nicht.
|                    | Ergebnis              |                    |
| ------------------ | --------------------- | ------------------ |
| al-Safa            | 0:1                   | al-Hidd            |
| al-Qadsia          | 4:0                   | That Ras           |
| al-Kuwait          | 3:0                   | al-Riffa           |
| Arbil              | 0:0 n. V. (3:0 i. E.) | Nejmeh             |
| Persipura Jayapura | 9:2                   | Yangon United      |
| Vissai Ninh Binh   | 4:2                   | Churchill Brothers |
| Hà Nội T&T         | 5:0                   | Nay Pyi Taw        |
| Kitchee            | 2:0                   | Arema Malang       |

### Viertelfinale
Die Hinspiele finden am 19. August, die Rückspiele am 26. August statt.
|                  | Gesamt    |                    | Hinspiel | Rückspiel |
| ---------------- | --------- | ------------------ | -------- | --------- |
| Hà Nội T&T       | 0:3       | Arbil              | 0:1      | 0:2       |
| Vissai Ninh Binh | 3:4       | Kitchee            | 2:4      | 1:0       |
| al-Qadsia        | (a)3:3(a) | al-Hidd            | 1:1      | 2:2       |
| al-Kuwait        | 4:8       | Persipura Jayapura | 3:2      | 1:6       |

### Halbfinale
Die Hinspiele finden am 16. September, die Rückspiele am 30. September statt.
|           | Gesamt |                    | Hinspiel | Rückspiel |
| --------- | ------ | ------------------ | -------- | --------- |
| Arbil     | 3:2    | Kitchee            | 2:1      | 1:1       |
| al-Qadsia | 10:20  | Persipura Jayapura | 4:2      | 6:0       |

### Finale
| Arbil                                                                          | Arbil | al-Qadsia | al-Qadsia |
| ------------------------------------------------------------------------------ | --- | --- | --------- |
| Arbil                                                                          | \| 18. Oktober 2014 um 20:00 Uhr in Dubai (Maktoum bin Rashid Al Maktoum Stadium) \| \| Ergebnis: 0:0 n. V., 2:4 i. E. \| \| Zuschauer: 5.240 \| \| Schiedsrichter: Kim Dong-jin ( Südkorea) \|                                                                              | \| 18. Oktober 2014 um 20:00 Uhr in Dubai (Maktoum bin Rashid Al Maktoum Stadium) \| \| Ergebnis: 0:0 n. V., 2:4 i. E. \| \| Zuschauer: 5.240 \| \| Schiedsrichter: Kim Dong-jin ( Südkorea) \|                                                                                        | al-Qadsia |
| Arbil                                                                          | Jalal Hassan – Herdi Siamand, Ali Faez, Ahmed Mohammed Hussein, Nadim Sabagh – Halgurd Mulla Mohammed (113. Barzan Sherzad), Miran Khesro, Nabeel Sabah (90. Hatem Zaidan), Víctor Ormazábal – Amjad Radhi, Luay Salah (106. Hawar Mulla Mohammed) Cheftrainer: Ayoub Odisho | Nawaf al-Khaldi – Khaled al-Qahtani, Amer al-Fadhel (91. Dhari Said), Álvaro Silva – Saleh al-Sheikh , Saif al-Hashan (107. Hamad Aman), Fahad al-Ansari – Talal al-Amer (75. Sultan al-Enezi), Bader al-Mutawa, Danijel Subotić, Khaled Ebrahim Cheftrainer: Antonio Puche ( Spanien) | al-Qadsia |
| Arbil                                                                          | Elfmeterschießen | | al-Qadsia |
| Arbil                                                                          | 1:1 Radhi Haw. Mohammed 2:2 Sherzad Faez | 0:1 Bader al-Mutawa Said 1:2 al-Ansari 2:3 Ebrahim 2:4 Subotić | al-Qadsia |
| Arbil                                                                          | Salah (89.), Siamand (120.) | al-Qahtani (86.), al-Ansari (101.), al-Mutawa (120.) | al-Qadsia |
| 18. Oktober 2014 um 20:00 Uhr in Dubai (Maktoum bin Rashid Al Maktoum Stadium) | | |           |
| Ergebnis: 0:0 n. V., 2:4 i. E.                                                 | | |           |
| Zuschauer: 5.240                                                               | | |           |
| Schiedsrichter: Kim Dong-jin ( Südkorea)                                       | | |           |

## Torschützen
| Platz | Spieler          | Mannschaft         | Tore |
| ----- | ---------------- | ------------------ | ---- |
| 01.   | Juan Belencoso   | Kitchee            | 11   |
| 02    | Omar al-Somah    | al-Qadsia          | 7    |
| 02    | César            | Yangon United      | 7    |
| 02    | Paulo Rangel     | Selangor           | 7    |
| 05    | Kyaw Ko Ko       | Yangon United      | 6    |
| 05    | Nguyễn Văn Quyết | Hà Nội T&T         | 6    |
| 05    | Boaz Solossa     | Persipura Jayapura | 6    |
| 08    | Saif al-Hashan   | al-Qadsia Kuwait   | 5    |
| 08    | Bader al-Mutawa  | al-Qadsia Kuwait   | 5    |
| 08    | Đinh Văn Ta      | Vissai Ninh Bình   | 5    |
| 08    | Boakay Foday     | Persipura Jayapura | 5    |
| 08    | Borja Rubiato    | Erbil              | 5    |